# Wiyaala
Noella Wiyaala Nwadei (coneguda pel nom artístic de Wiyaala; nascuda el 22 de desembre 1986) és una cantant i compositora d'afro-pop ghanesa, que canta en les seves llengües maternes sissala i wala i en anglès, sovint combinant tots tres llenguatges a les seves cançons. Wiyaala vol dir "la que fa coses" en dialecte sissala. Va arribar a la fama amb el seu senzill "Make Me Dance" i la seva imatge andrògina. Després de fer-se un nom en programes de telerealitat a Accra, va començar una carrera com a cantant en solitari el 2013 amb el senzill "Rock My Body", (amb una coreografia creada per Van Calebs) que li va permetre aconseguir dos premis en la primera edició dels All Africa Music Awards el 2014, a l'artista més prometedora d'Africa i a la Revelació del Continent africà. Wiyaala també està associada amb les campanyes d'UNICEF Ghana i del Ministeri de Gènere, Infància i Protecció social contra el matrimoni infantil, la pobresa infantil, i a favor de la salut i higiene. Va ser l'estrella del 15è London African Music Festival a Londres. El març de 2021, va ser declarada una de les 30 dones més influents en la música pel Women's Brunch als 3Music Awards.

## Vida i carrera

### Primers anys
Noella Wiyaala va néixer a Wa, a la regió Superior Occidental de Ghana. Va créixer amb les seves tres germanes a Funsi i Tumu. Les primeres lliçons de cant les hi va fer la seva mare, que cantava a la coral de l'església local, i des dels cinc anys canta en públic. El seu malnom, que utilitza com a nom artístic vol dir "la que fa coses" en llengua sisaala. Durant l'adolescència, va jugar a futbol de centrecampista. Va anar a l'institut Kanton a Tumu, on tenia fama de gallimarsot perquè jugava a futbol. Allà ja actuava en produccions escolars de dansa i entreteniment. També va estudiar art i disseny a la universitat Takoradi Polytechnic a Sekondi-Takoradi.
El 2018, Wiyaala va revelar en una entrevista amb Becky al programa E with Becks de Joy Prime que feia quatre anys que s'havia casat, però no va dir el nom del seu marit. Només quatre persones eren presents al casament: un advocat, un jutge, la seva mare i el seu pare.

### Carrera musical
D'ençà que era petita a la regió Superior Occidental de Ghana, Wiyaala era activa en el món de l'espectacle, guanyant-se els seus primers ingressos actuant en un bar de Tamale. Després d'acabar l'institut, la seva carrera musical va començar de veritat quan va entrar a l'escena musical de Wa centrada al voltant dels estudis de gravació Echo Soundz. Actuava en espectacles local i feia gravacions, normalment sense cobrar, com a cantant de sessió d'artistes de la zona.
El 2009, va gravar el seu primer àlbum Tuma ("Treball") en llengua sissala als estudis Echo Soundz de Wa. Cançons com "Dannu" i "Dirik…" van tenir èxit en l'àmbit local.
Amb la intenció de fer una carrera a nivell nacional, va viatjar a Accra per anar al càsting del programa de telerealitat "Starz of the Future". Wiyaala no ho va aconseguir en els seus dos primers intents, però a la tercera el 2011, va arribar a la final, guanyant dos premis al moment d'or. El 2012 va guanyar el concurs Vodafone ICONS Mixed Edition, presentat pel DJ ghanès "Benny Blanco", formant part del grup ghanès Black N Peach, fent una versió de "Simply The Best" de Tina Turner.
Va deixar el grup Black N Peach l'abril de 2013, havent publicat un senzill ("Wonkoa"), per fer una carrera en solitari amb Djimba World Records. El primer que va publicar va ser "Make Me Dance", amb un videoclip amb escenes subaquàtiques, i poc després el senzill "Rock My Body", que es va convertir en un èxit i va aconseguir dos premis a l'edició de 2014 dels All Africa Music Awards. Wiyaala va guanyar dos trofeus a l'Artista Més Prometedora d'Àfrica i a la Revelació del Continent Africà.
El novembre de 2014, Wiyaala va publicar el seu àlbum de debut oficial, amb el títol epònim de Wiyaala, que fou nominat a l'àlbum de l'any als Vodafone Ghana Music Awards de 2015 i als All Africa Music Awards del mateix any. Va guanyar el premi al vídeo musical de l'any amb la cançó "Africa" als All Africa Music Awards (AFRIMA) de 2015.

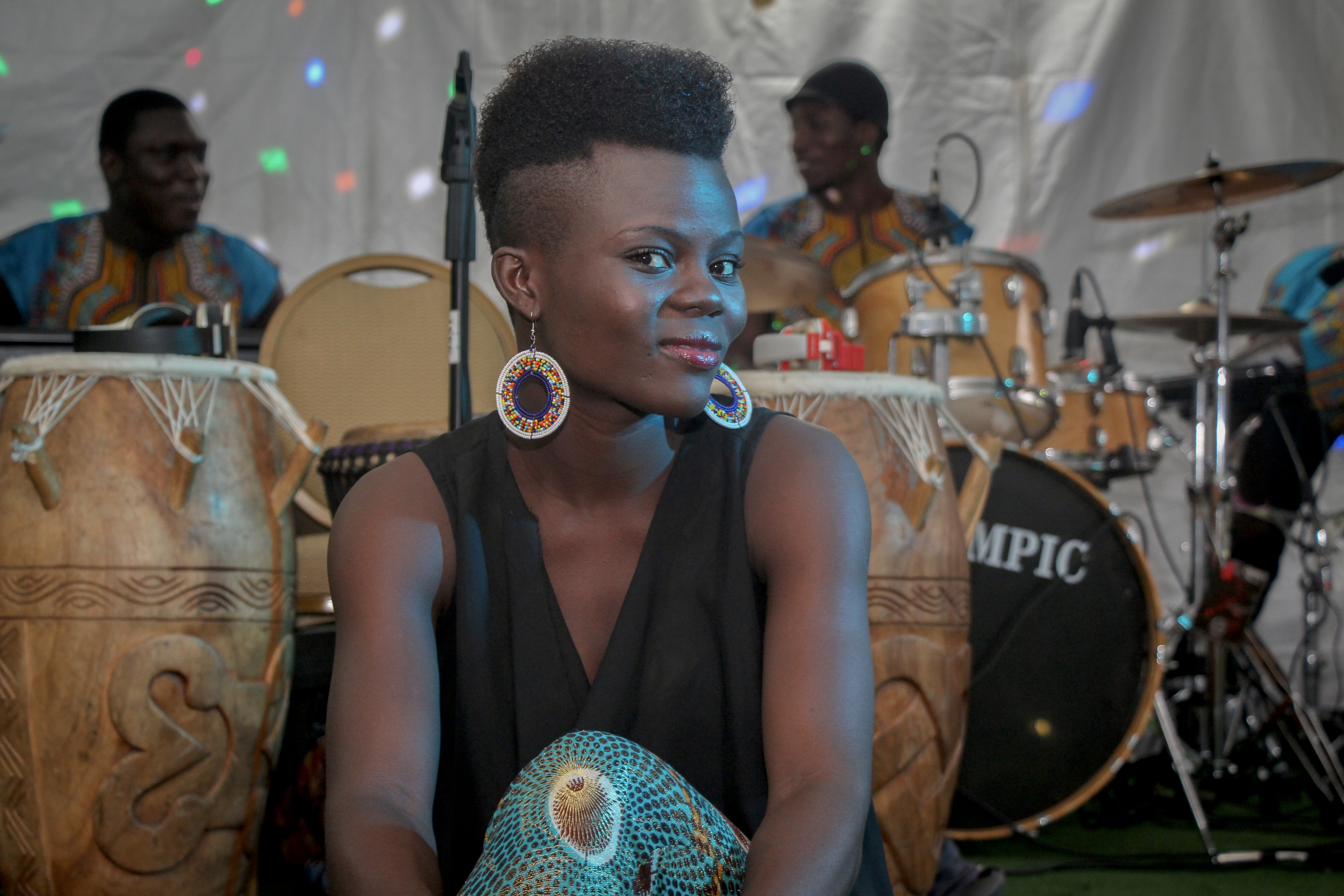
Wiyaala el 2014

Després de l'èxit a Ghana i a Àfrica, Wiyaala va començar a fer gires per altres continents el 2015, actuant per primera vegada a Europa al Festival Africà de La Haia als Països Baixos i després a Amèrica del Nord al festival Afrikadey de Calgary, al Canadà. El 2016, va actuar al festival WOMAD UK i The Irish Times va escriure: "Lluitadora no és la paraula – ella (Wiyaala) és una força de la naturalesa a l'estil d'una Angélique Kidjo jove, efervescent i divertida, va remoure el públic i va tenir un gran èxit" Wiyaala també es va unir al projecte "Voices of The Revolution" de l'organització In Place of War, dirigit per Errollyn Wallen, un grup de dones provinents de països en conflicte de tot el món que fan música, i va actuar al Ronnie Scott's Jazz Club i en festivals del Regne Unit com el Shambala, o el Hull Freedom Festival.
El 2018, Wiyaala, juntament amb Ilhan Omar, la primera somali-estatunidenca elegida al Congrés dels Estats Units, Sahle-Work Zewde, la primera dona presidenta d'Etiòpia i d'altres, fou seleccionada com una de les "Dones Africanes que vam Celebrar el 2018" per BBC News.
Wiyalaa va fer una altra gira per Europa el 2019.
L'octubre de 2024, Wiyaala va col·laborar amb Dominik Jud (conegut professionalment com a Dodo), un músic suís.
El desembre de 2024, Noella Wiyaala Nwadei fou inclosa a la llista 100 Women de la BBC.

### Activisme
Wiyaala es pronuncia sovint contra la cultura dominada pels homes i la poligínia d'alguns països africans i defensa els drets de les dones contra la violència domèstica a Ghana. La seva cançó "Tinambayai" en llengua sisaala es considera una protesta contra l'explotació de les dones a l'Àfrica. Wiyaala va ser entrevistada a la BBC, parlant del matrimoni infantil i declarant el seu suport per al feminisme com a mitjà per animar les noies joves a completar la seva educació perquè puguin ser qui decideix en la seva vida. Va dir que el seu èxit servirà d'exemple a la seva comunitat, perquè vegin que hi ha futur per les noies joves més enllà del matrimoni forçat. "Make Me Dance" va ser inclòs a la llista de millors cançons feministes de l'hivern de 2013 de la revista feminista Bitch.
Wiyaala treballa conjuntament amb el Ministeri d'Afers Femenins i de la Infància del govern de Ghana i amb la UNICEF en diferents projectes per ajudar a protegir els drets dels infants i en temes de salut pública.

## Estil musical
Wiyaala canta en anglès i en la seva llengua materna sisaala. Ella mateixa compon les seves cançons. Ha estat elogiada per la seva veu forta i poderosa i un timbre distintiu. Ha declarat que alguns dels models que l'han inspirat són Madonna, Michael Jackson, Whitney Houston i Tina Turner. També ha expressat la seva admiració per artistes africanes com Angélique Kidjo, Miriam Makeba i Brenda Fassie. La seva cançó "Africa", que li va suposar un premi continental el 2015 estava inspirada en la cançó Mama Africa de la seva compatriota, Sherifa Gunu. Sovint l'han anomenada "dona-home" i ha construït la seva marca personal al voltant de la seva imatge andrògina, havent estat comparada amb la cantant jamaicana Grace Jones.
El seu estil musical s'ha descrit com a afro-pop o afro-rock amb elements de música tradicional tribal mentre que el senzill "Rock My Body", publicat el juny de 2013 juntament amb el cantant de reggae ghanès Jupitar s'inclina més aviat cap al reggae i dancehall. Wiyaala va dir que s'havia inspirat en la cançó de 1969 "Wreck A Buddy"de Nora Dean and The Soul Sisters. També va actuar a l'obertura del festival de jazz Stanbic Ghana el 2014.
El senzill "Go Go Black Stars...Goal!", publicat l'abril de 2014, a la discogràfica Djimba World Records, cantat en anglès i ghanès, també presenta tambors tribals i cors d'estadi. Aquesta cançó va ser l'himne extraoficial de la selecció de futbol de Ghana al Mundial de futbol de 2014.
Wiyaala fou nominada com a Millor Artista Esportiu als Ghana Sports Excellence Awards de 2014.

## Discografia

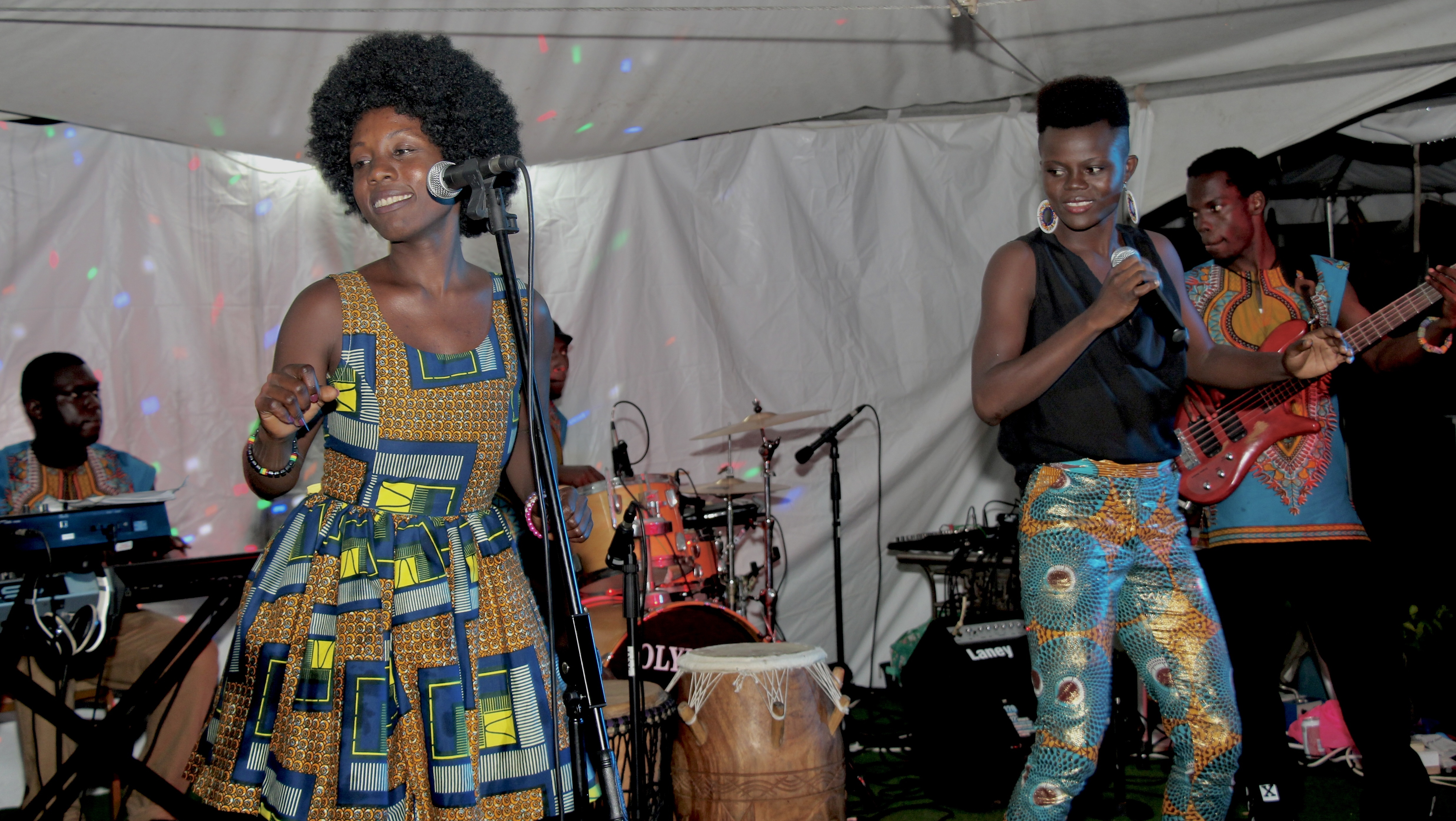
Wiyaala (a la dreta) actuant amb el seu grup

La primera publicació de Wiyaala després de sortir de Black N Peach fou el senzill "Make Me Dance". Produït originalment per "Genius Selection" a Ghana, es va remesclar a Los Angeles per al mercat internacional. "Make Me Dance", juntament amb una versió acústica, es va distribuir amb la discogràfica "Djimba World Records" sota llicència exclusiva de "JTV Digital" de París. El senzill es va publicar el 7 d'octubre de 2013.
El vídeo de "Make Me Dance" es va rodar en estudi i els exteriors a Prampram, a la costa de Ghana. Hi surt la Wiyaala en escenes subaquàtiques i amb ballarins de la Henokami Culture Troupe de New Ningo. Wiyaala va haver de fer lliçons de natació per actuar millor.
"Make Me Dance" es va tornar a publicar en forma de remix en estils Nu-disco, Breakbeat, Drum and bass i trance el 9 de desembre de 2013. L'EP del Remix "Make Me Dance" es va fer en un estudi de París i es va publicar a tot el món per Djimba World Records. El 8 de desembre 2013, Wiyaala i Plug.dj van organitzar una festa només per Internet per escoltar l'EP de les remescles abans de la publicació oficial.
El 28 de febrer de 2014, Wiyaala va publicar un nou senzill, "You Got The Power", un altre cop amb la discogràfica "Djimba World Records".
El seu àlbum epònim es va llançar el novembre de 2014 a l'Alliance Française d'Accra. Wiyaala va interpretar cançons del seu àlbum i va fer versions d'altres artistes locals i internacionals. Un punt culminant de l'espectacle va ser quan els seus pares van pujar a l'escenari amb ella per cantar, amb els concursants de Vodafone Icons. També va publicar la seva cançó "Angel" a principis de desembre de 2014 durant el programa The One Show de la televisió Viasat 1 de Ghana. El vídeo del senzill "Africa" d'aquest àlbum va guanyar el premi al Vídeo de l'Any als All Africa Music Awards el novembre de 2015.
Durant la primera edició dels All Africa Music Awards el 27 de desembre de 2014 a Lagos, Wiyaala va guanyar dos dels trofeus per la "Artista més prometedor d'Àfrica" i "La Revelació del Continent Africà".
El 2015, Wiyaala va rebre sis nominacions als Vodafone Ghana Music Awards guanyant els premis al Millor Compositor i Millor Veu Femenina. A la segona edició dels All African Music Awards, de 2015, Wiyaala va guanyar el premi al millor vídeo per "Africa" dirigit per Stanley Ajjetey. El 2015 va col·laborar amb dos artistes de Ghana: la cançó "Power to The People" d'AJ Nelson i "Mama" de Dark Suburb.
El desembre de 2018, Wiyaala va publicar el seu segon àlbum Sissala Goddess, precedit pels senzills "Village Sex" i "When the Lord Get Us Ready". Els dos senzills van tenir videoclip, així com la catorzena pista de l'àlbum, Feeling Free.

## Cinema i televisió
Wiyaala va debutar a la televisió a finals de 2013 en la sèrie humorística d'èxit MultiKoloured, del canal Viasat 1.
El febrer de 2016 Wiyaala va debutar al cinema en la pel·lícula ghanesa No Man’s Land, per la qual fou nominada al premi "Descobriment d'or" de 2016 als Golden Movie Awards.

## Moda
Wiyaala fou nominada com a "Personalitat Femenina de l'Any" als Premis Fashion Icon de Ghana, amb un vestit dibuixat i dissenyat per ella mateixa. Ella mateixa es dissenya els seus vestits i joies per les actuacions per mostrar la cultura de la gent de la seva regió natal. She has also been recognised for her style by winning the Best Individual Style Award at the Glitz 2015 Style Awards.
És reconeguda pel seu sentit de la moda, vestuari i estil, influint a nivell mundial; fins i tot el diari South China Morning Post de Hong Kong la va citar com a referent.

## Filantropia
Wiyaala ha declarat la seva intenció de reclutar, preparar i patrocinar joves talents de Funsi i rodalia per donar un retorn a la societat. Va fer construir un Centre d'Art i Cultura a la seva comunitat.

## Premis i nominacions
| Any  | Organització                           | Premi                                        | Obra          | Resultat  |
| ---- | -------------------------------------- | -------------------------------------------- | ------------- | --------- |
| 2013 | 4syte Music Video Awards               | Millor Descobriment                          | Make Me Dance | Nominat   |
| 2013 | 4syte Music Video Awards               | Millor Reggae/Dancehall                      | Rock My Body  | Nominat   |
| 2014 | Bass Awards                            | Vídeo Musical de l'Any (Dancehall)           | Rock My Body  | Nominat   |
| 2014 | Bass Awards                            | Millor Col·laboració (Dancehall)             | Rock My Body  | Nominat   |
| 2014 | Bass Awards                            | Millor Artista Vocal Femenina                | Rock My Body  | Nominat   |
| 2014 | All Africa Music Awards (AFRIMA)       | Millor Artista Femenina d'Àfrica Occidental  | Rock My Body  | Nominat   |
| 2014 | All Africa Music Awards (AFRIMA)       | Artista més Prometedor d'Àfrica              | Rock My Body  | Guanyador |
| 2014 | All Africa Music Awards (AFRIMA)       | Millor Reggae, Ragga i Dancehall Africà      | Rock My Body  | Nominat   |
| 2014 | All Africa Music Awards (AFRIMA)       | Revelació del Continent Africà               | Rock My Body  | Guanyador |
| 2014 | National Youth Authority Ghana         | Premi al Triomfador Jove                     | N/A           | Guanyador |
| 2014 | Sissala Prestige Awards                | Personalitat Femenina de l'Any               | N/A           | Guanyador |
| 2014 | Radio Progress Upper West Music Awards | Ambaixador Musical de la Superior Occidental | N/A           | Guanyador |
| 2014 | GH One TV ShowBiz Honours              | Revelació de 2014                            | N/A           | Guanyador |
| 2015 | Vodafone Ghana Music Awards            | Millor Interpretació Vocal Femenina          | Tinambaynyi   | Guanyador |
| 2015 | Vodafone Ghana Music Awards            | Nou Artista de l'Any                         | N/A           | Nominat   |
| 2015 | Vodafone Ghana Music Awards            | Àlbum de l'Any                               | Wiyaala       | Nominat   |
| 2015 | Vodafone Ghana Music Awards            | Compositor de l'Any                          | N/A           | Guanyador |
| 2015 | Vodafone Ghana Music Awards            | Disc de l'Any                                | Tinambaynyi   | Nominat   |
| 2015 | Vodafone Ghana Music Awards            | Cançó Afro-Pop de l'Any                      | Tinambaynyi   | Nominat   |
| 2015 | Glitz Style Awards                     | Millor Estil Individual                      | N/A           | Guanyador |
| 2016 | Golden Movie Awards                    | Millor Descobriment                          | No Man's Land | Nominat   |
| 2017 | All Africa Music Awards                | Millor Rock Africà                           | Village Sex   | Nominat   |
| 2017 | Ghana Women Awards Honours             | Jove i Dotada                                | N/A           | Guanyador |
| 2019 | Ghana music awards UK 2019             | Millor espectacle en gira internacional      | N/A           | Guanyador |